# Куцаев, Пётр Егорович
Пётр Егорович Куцаев (1 января 1929 — 18 января 2015) — бригадир бригады электросварщиков управления строительства механизации работ управления «Саратовгэсстрой», Герой Социалистического Труда (1972)

## Биография
Родился в пос. Алексеево-Лозовское Алексеево-Лозовского района Ростовской области.
В 1947—1949 гг. по направлению от военкомата работал на шахте в г. Белая Калитва Ростовской области.
В 1949—1953 гг. служил в армии.
С 1953 года электросварщик на строительстве Куйбышевской ГЭС имени В. И. Ленина.
С 1960 года работал на строительстве Саратовской ГЭС имени Ленинского комсомола (Балаково): бригадир электросварщиков СУ-1, затем бригадир монтажников управления строительства механизации работ управления «Саратовгэсстрой». Принимал участие в строительстве Балаковского химзавода, ТЭЦ-4, Приволжской оросительной системы, птицефабрики и других предприятий.
Руководимая им бригада выполняла сменные задания на 130—135 % при хорошем качестве работ.
Герой Социалистического Труда (Указ от 29.11.1972).
Почётный гражданин города Балаково и Балаковского района (Постановление Балаковского городского исполнительного комитета № 369/17 от 2 ноября 1977 года).
Дважды был избран депутатом городского Совета.

Находясь на пенсии, работал в ветеранской организации.

Умер 18 января 2015 года.

## Награды
Герой Социалистического Труда

Два ордена Ленина

Медаль «За доблестный труд в годы Великой Отечественной войны» и многими другими.